# Xã Hornet, Quận Beltrami, Minnesota
Xã Hornet (tiếng Anh: Hornet Township) là một xã thuộc quận Beltrami, tiểu bang Minnesota, Hoa Kỳ. Năm 2010, dân số của xã này là 232 người.